# Ramsau, Niederösterreich
Ramsau är en ort och kommun  i förbundslandet Niederösterreich i Österrike. Kommunen är belägen i distriktet Lilienfeld. 
Kommunen har 806 invånare (2024).
Kommunen består av nio orter (Ortschaften) (inom parentes invånarantal 1 januari 2024):

- Fahrabach (19)
- Gaupmannsgraben (52)
- Haraseck (39)
- Kieneck (0)
- Oberhöhe (13)
- Oberried (18)
- Ramsau (599)
- Schneidbach (53)
- Unterried (13)